# Akébie

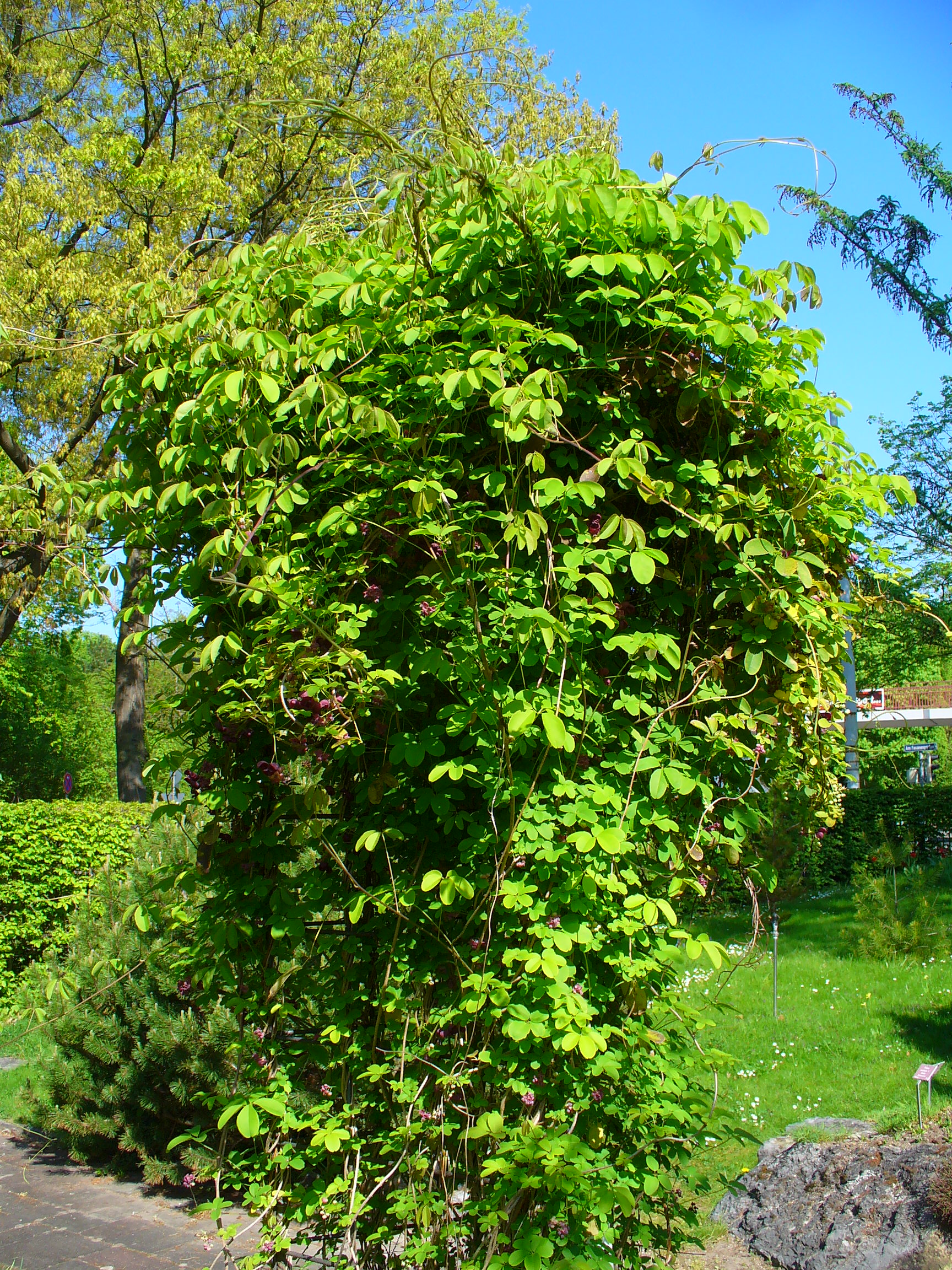
Akébie pětičetná jako okrasná liána

Akébie (Akebia) je rod rostlin z čeledi kokylovité (Lardizabalaceae). Jsou to dřevnaté ovíjivé liány se střídavými dlanitě složenými listy a jednopohlavnými květy s apokarpním gyneceem, uspořádanými v hroznovitých květenstvích. Rod zahrnuje 5 druhů a je rozšířen ve východní Asii. Akébie se pěstují jako okrasné liány, mají jedlé plody a jsou využívány v čínské medicíně.

## Popis
Akébie jsou jednodomé, opadavé nebo částečně stálezelené, dřevnaté liány s ovíjivými stonky. Zimní pupeny jsou kryté mnoha vytrvalými šupinami. Listy jsou střídavé, někdy nahloučené na zkrácených větévkách, dlanitě složené ze 3, 5 nebo řidčeji 7 lístků s rovným nebo zvlněným okrajem, dlouze řapíkaté. Květy jsou jednopohlavné, uspořádané v úžlabních hroznech nebo řidčeji okolících. Okvětí se skládá ze 3 (až 6) purpurově červených nebo zelenavě bílých kališních lístků. Koruna chybí. Samčí květy se nacházejí v koncové části květenství a obsahují šest tyčinek s velmi krátkými nitkami a drobné zbytky zakrnělých pestíků. Samičí květy ve spodní části květenství jsou větší a mají delší stopky než samčí květy. Obsahují 3 až 9 (až 12) volných, válcovitých pestíků a sterilní tyčinky (staminodia). Plodem je souplodí dužnatých měchýřků pukajících horním švem. Plody obsahují mnoho semen uspořádaných v několika řadách a uložených v dužnině.

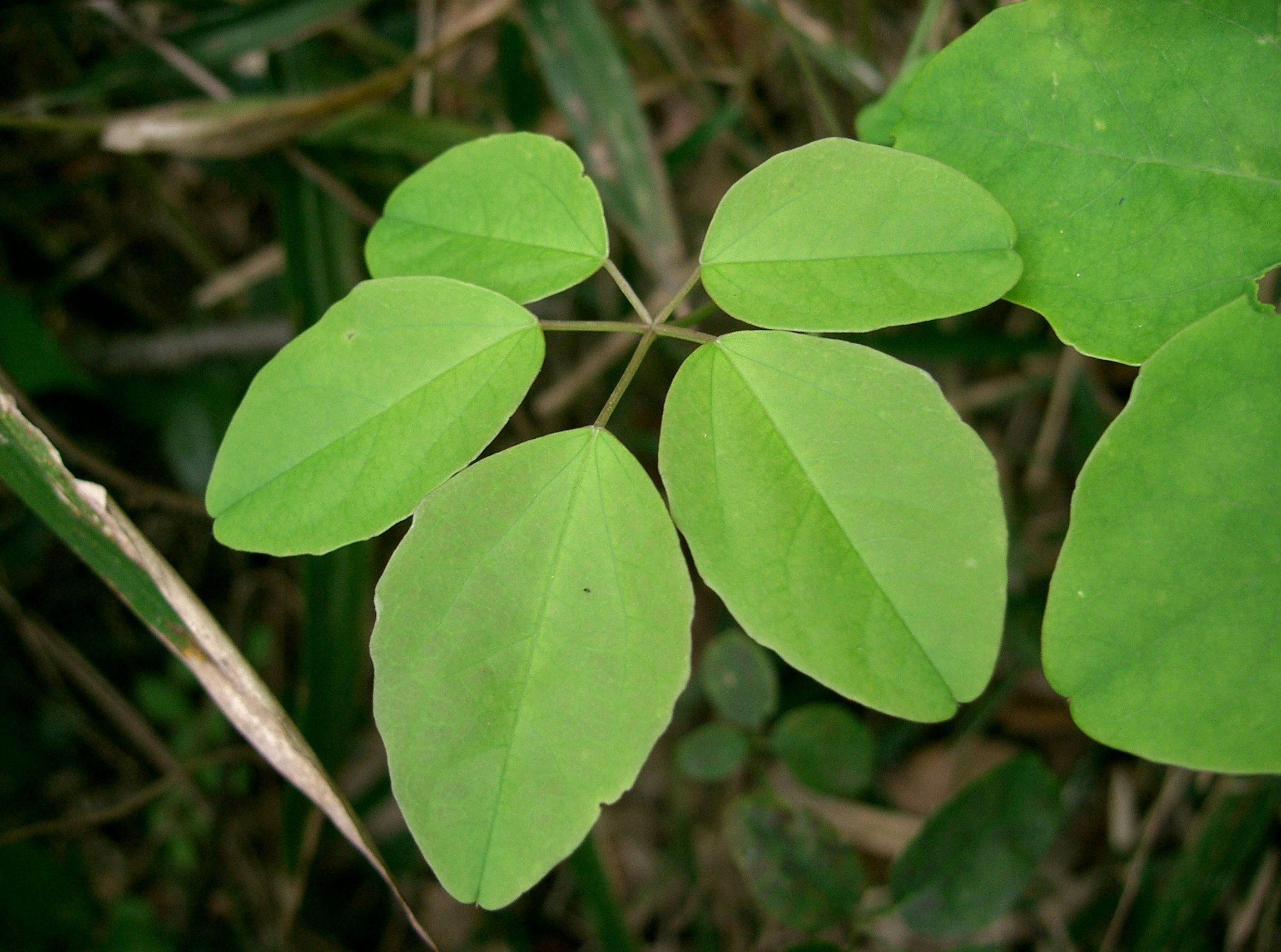
List akébie pětilisté
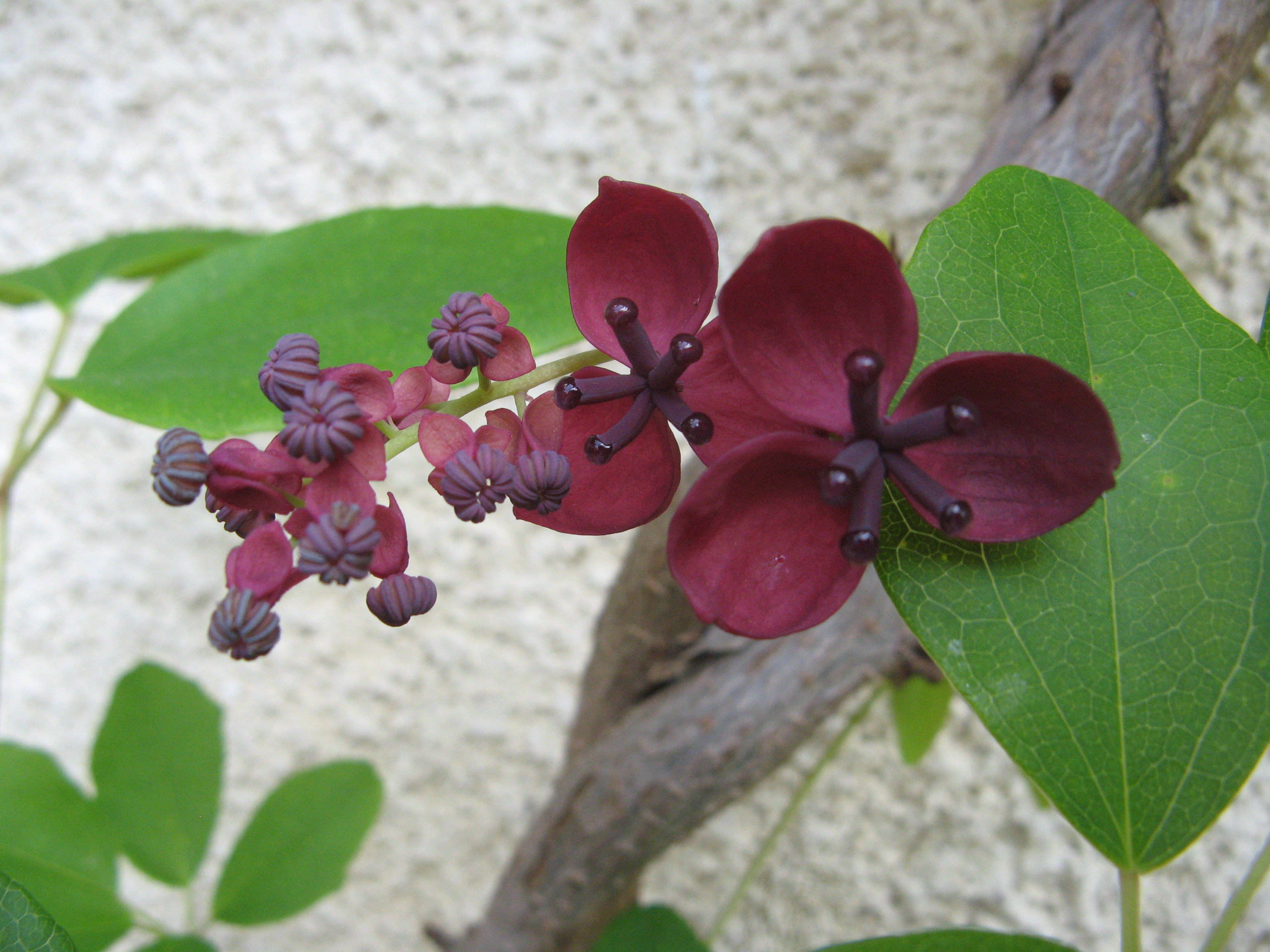
Samčí a samičí květy akébie pětičetné
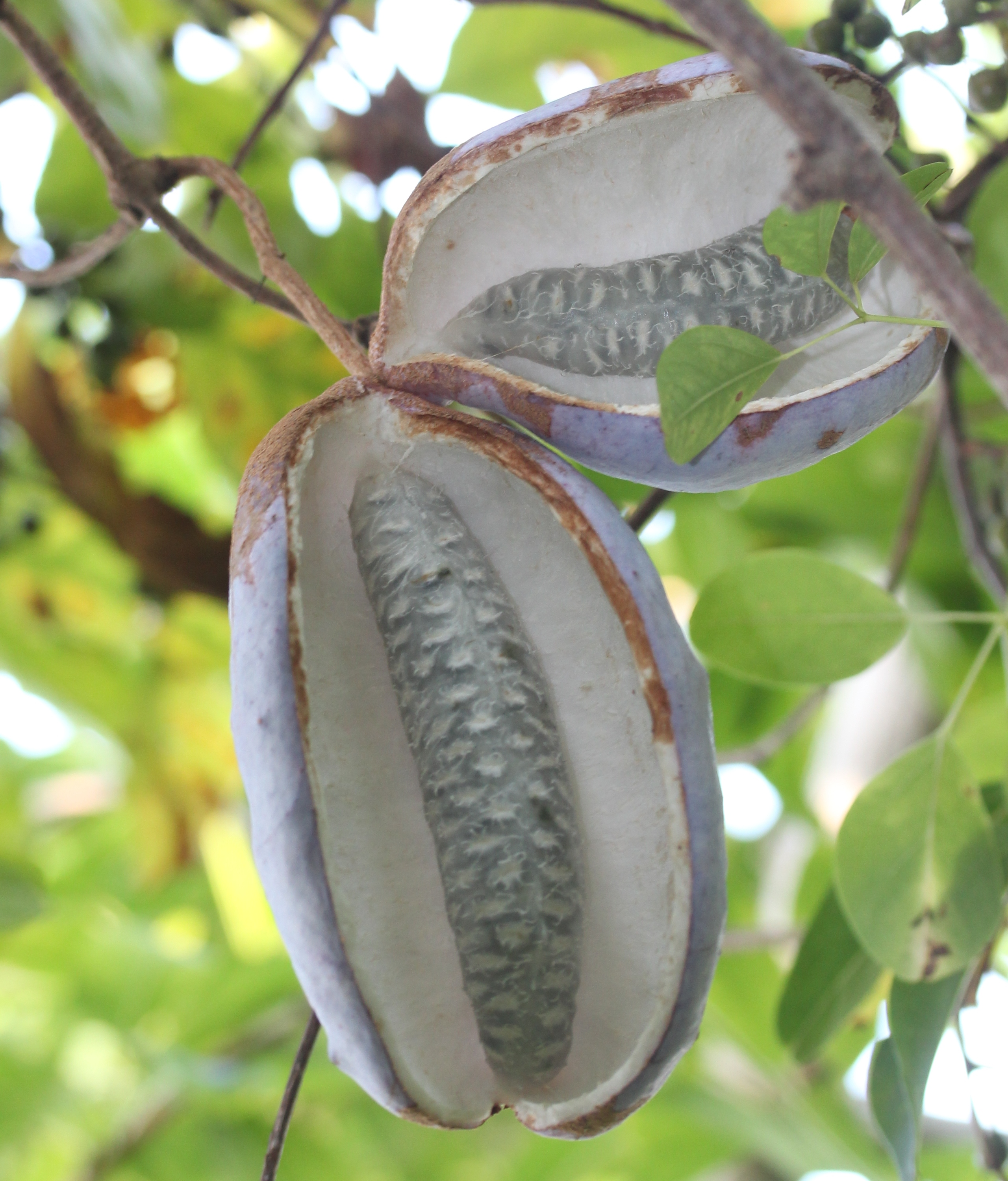
Puklé plody akébie pětičetné

## Původ jména
Vědecký název Akebia je do latiny přepsané japonské jméno 木通 [akebi], používané pro akébii pětičetnou.

## Rozšíření
Rod akébie zahrnuje 5 druhů, rozšířených ve východní Asii.
Akébie trojčetná se vyskytuje v Číně a Japonsku, akébie pětičetná mimo to také v Koreji. Ostatní druhy jsou endemity Číny.

## Taxonomie
Rod Akebia je v rámci čeledi Lardizabalaceae řazen do podčeledi Lardizabaloideae a tribu Lardizabaleae.
V roce 1997 byl z jihovýchodu čínské provincie Kan-su popsán nový poddruh Akebia trifoliata subsp. longisepala, který byl následně v roce 2012 vyčleněn jako nový druh, Akebia longisepala.

## Zástupci
- akébie pětičetná (Akebia quinata)
- akébie trojčetná (Akebia trifoliata)
- akébie pětilistá (Akebia × pentaphylla)

## Význam
Akébie jsou pěstovány jako okrasné liány. Byla vypěstována i řada okrasných kultivarů. V České republice se nejčastěji pěstuje akébie pětičetná, akébie trojčetná a jejich kříženec, akébie pětilistá.
Plody akébií jsou jedlé, mají ale mdlou chuť a nejsou nijak chutné.
Akébie pětičetná je v některých oblastech světa (východ Severní Ameriky, Nový Zéland) agresivní invazní druh.
Kořeny, stonky a plody akébie trojčetné a akébie pětičetné jsou využívány v tradiční čínské medicíně.